# Albi di Dylan Dog (2003)
Albi del fumetto Dylan Dog pubblicati nel 2003.
| Nr. | Titolo                       | Mese di pubblicazione | Soggetto            | Sceneggiatura       | Disegni            | Copertina    |
| --- | ---------------------------- | --------------------- | ------------------- | ------------------- | ------------------ | ------------ |
| 197 | I quattro elementi           | gennaio               | Giuseppe De Nardo   | Giuseppe De Nardo   | Fabio Celoni       | Angelo Stano |
| 198 | La legge della giungla       | febbraio              | Michele Medda       | Michele Medda       | Giovanni Freghieri | Angelo Stano |
| 199 | Homo homini lupus            | marzo                 | Michele Medda       | Michele Medda       | Giovanni Freghieri | Angelo Stano |
| 200 | Il numero duecento           | aprile                | Paola Barbato       | Paola Barbato       | Bruno Brindisi     | Angelo Stano |
| 201 | Daisy & Queen                | maggio                | Giuseppe De Nardo   | Giuseppe De Nardo   | Nicola Mari        | Angelo Stano |
| 202 | Il settimo girone            | giugno                | Paola Barbato       | Paola Barbato       | Corrado Roi        | Angelo Stano |
| 203 | La famiglia Milford          | luglio                | Michele Medda       | Michele Medda       | Luigi Piccatto     | Angelo Stano |
| 204 | Resurrezione                 | agosto                | Tito Faraci         | Tito Faraci         | Daniele Bigliardo  | Angelo Stano |
| 205 | Il compagno di scuola        | settembre             | Claudio Chiaverotti | Claudio Chiaverotti | Roberto Rinaldi    | Angelo Stano |
| 206 | Nebbia                       | ottobre               | Paola Barbato       | Paola Barbato       | Bruno Brindisi     | Angelo Stano |
| 207 | Il Tempio della Seconda Vita | novembre              | Giuseppe De Nardo   | Giuseppe De Nardo   | Corrado Roi        | Angelo Stano |
| 208 | Un mondo sconosciuto         | dicembre              | Tito Faraci         | Tito Faraci         | Ugolino Cossu      | Angelo Stano |

## I quattro elementi
Dylan Dog si ritrova una sera con la sua nuova ragazza Justine a casa di Gwen, amica di lei, e di suo marito Bill Porter, un professore universitario di matematica con la passione per gli enigmi e i giochi da tavolo. Iniziano così una partita de Il Signore degli Elementi, un gioco di società appena acquistato. Purtroppo per loro il gioco è stato acquistato nel negozio Safarà di Hamlin.
- Ispirato, in parte, dal film  “Jumanji”.
- Gli enigmi e i versi rimati su cui è basato il “gioco” sono stati creati con l’aiuto della scrittrice di filastrocche e libri per ragazzi Antonella Ossorio, ringraziata pubblicamente dallo stesso sceneggiatore dell'albo, Giuseppe De Nardo, nel Dylan Dog Horror Club.

## La legge della giungla
Emerick Boyle è un professore che tiene corsi sulla "disempatia", insegnando alle persone timide come tirare fuori il carattere. Alcune persone che hanno frequentato i suoi corsi raggiungono però un livello tale di aggressività da compiere omicidi: Dylan si iscrive quindi con falso nome al corso per scoprire la verità sul professore.
- Si tratta della sesta storia non autoconclusiva, ma suddivisa in due parti.

## Homo homini lupus
Dylan subisce un'influenza negativa, che lo porta a litigare con Groucho. Con un'indagine, scopre la storia del professor Boyle e tenta di smascherarlo.
- Si tratta della sesta storia non autoconclusiva, ma suddivisa in due parti.

## Il numero duecento
In questo numero celebrativo, ipotetico seguito di Finché morte non vi separi, scopriremo le cause del passato da alcolista di Dylan Dog, come è venuto in possesso del famoso galeone, come ha conosciuto il suo assistente Groucho, qual è stato il suo primo caso da Indagatore dell'Incubo e conosceremo una storia personale riguardante l'ispettore Bloch.
- Oltre ad essere completamente a colori come tutti gli albi celebrativi, questo è il primo albo in cui compaiono in copertina Groucho e l'ispettore Bloch.
- Il numero duecento del titolo è il numero civico della casa di Bloch, che compare nella prima vignetta.

## Daisy & Queen
Circa due mesi dopo aver rifiutato la proposta del giornalista tedesco Hugo Zifferblatt di indagare assieme a lui sulla scomparsa di un giovane avvenuta a Crossbones, un paese tra Londra ed Edimburgo, avvenuta per mano di un ipotetico Mostro di Crossbones, Dylan Dog nel suo maggiolino per evitare il traffico autostradale fa una deviazione proprio nelle vicinanze di Crossbones. All'improvviso giunge a gran velocità la macchina di due sorelle, Daisy e Queen, che lo fanno finire fuori strada e ferire a una gamba. Dylan, che era svenuto, si risveglia immobilizzato in un letto a casa delle sorelle: l'aiuto si trasforma ben presto in una prigionia.
- Questo albo trae chiaramente ispirazione dal romanzo Misery, di Stephen King, e dal film che ne è stato tratto, Misery non deve morire, di Rob Reiner[2].
- Daisy colpisce il meccanico Stone con un calcio nei testicoli.

## Il settimo girone
Mentre è in giro per Londra, Dylan Dog si ritrova a vivere ciclicamente sempre gli stessi due minuti assieme ad altre quattro persone in una precisa zona della città.

## La famiglia Milford
Dopo la realizzazione di una puntata celebrativa de La famiglia Milford, una vecchia serie televisiva, i protagonisti della serie vengono uccisi uno dopo l'altro. Ellen Witney, figlia di Micheal Whitney, regista e sceneggiatore della serie, chiederà l'aiuto di Dylan Dog.

## Resurrezione
Henry Cornell è il classico poliziotto bruto e dai metodi poco convenzionali. Durante una missione, muore bruciato vivo e lo stesso Dylan Dog non si ritiene così dispiaciuto della dipartita. Inizierà però ad indagare quando il poliziotto tornerà in vita uccidendo i suoi nemici.

## Il compagno di scuola
Nell'anno scolastico 1987-88, John Stanford era uno studente del college di Stratford: qui conobbe Boris Warshavsky, un paranoico che da quel momento prese a perseguitarlo. A distanza di 15 anni, Dylan Dog dovrà intervenire per cercare una soluzione.

## Nebbia
In un parco di Londra, a seguito della morte di un bambino, una strana e fitta nebbia appare occasionalmente facendo sparire al suo interno le persone. Alcune ne fanno ritorno in stato vegetativo, altre da morte. Anche Dylan Dog, alla ricerca della soluzione del mistero, ne sarà inghiottito.

## Il Tempio della Seconda Vita
Larry Robson è un consulente in uscita, ossia una persona che aiuta chi è caduto in una setta a ritornare ad una vita normale. Un giorno chiede l'aiuto di Dylan Dog affinché indaghi sul Tempio della Seconda Vita, una setta creata dal Redento Hogan, un uomo, a quanto dice, capace di resuscitare i morti per dar loro una seconda chance.

## Un mondo sconosciuto
Jeff Barathon è l'ultimo discendente della sua famiglia. Quando sparisce assieme a suoi tre amici all'interno di una casa, il nonno lord Barathon chiederà l'aiuto di Dylan Dog, un ex militare e due sensitivi, affinché lo ritrovino.